# エンドセクター
『エンドセクター』は、メルヘンブレーカーが開発してアスキーから1998年9月23日に発売されたプレイステーション用ゲームソフト。

## 概要
ジャンルはRPGとなっているが、実際にはトレーディングカードゲームとサウンドノベルの融合した内容である。サウンドノベルを読み進める過程で、ゲーム中の敵キャラクターとの戦闘がカードゲームによって行われる。また、カードゲームのみを遊ぶことも可能である。100人以上のイラストレーターが手掛けたカードが500種類以上登場する。
各カードに添えられたフレーバーテキストをはじめ、随所にアニメや漫画、あるいは他のゲームに関するパロディが盛り込まれている。非常にマイナーな部類であり、そのことから「隠れすぎた名作」と評されることもある。
ニコニコ動画では自分でうｐした動画に自分でコメントしまくってみるなどで知られる。

## システム
ノベルパートには、既存のサウンドノベルと大きく異なる点は無い。ここでは、戦闘時のカードゲームバトルについて解説する。

### カードバトル
バトルは1対1の決闘形式で行われる。3×3マスのボードが2つ向かい合う形で配置され、両プレイヤーはボードの両端に立つ。プレイヤーは「攻撃」「防御」「装備アイテムの使用」「手札から選んだカードの使用」の4種類のコマンドを使用し、対戦相手のヒットポイントを0にすれば勝利となる。ゲーム中の行動はリアルタイムで反映される。行動を選択した時点で「ターンゲージ」が出現し、少しずつ上昇し始める。このゲージが頂点に達した時はじめて選択した行動が実現する。もちろん、ゲージが上がりきる前にそのキャラクターが倒されたり、何らかの特殊効果で行動不能に陥れば行動は取り消される。また、カードを使うのに必要な魔力もリアルタイムで補充されていくため、最初から強力なカードを使ったり、カードを乱発したりはできない。

### 成長システム
バトルに勝利したプレイヤーは、戦闘終了までにかかった時間や受けたダメージ、対戦相手とのレベル差などに応じて経験点を受け取る。一定値の経験点が溜まるとレベルアップし、プレイヤーの使いこなせるカードの上限が上昇する。また経験点は、デッキに組み込んでいたモンスターカードに対しても与えられる。モンスターカードも溜まった経験点によってレベルアップし、種類によっては上位種にクラスチェンジするものもある。勝利プレイヤーには経験点の他にも、ランダムに何枚かのカードが与えられる。こうして増加したカードによって、プレイヤーは新たな戦略を練る余地を与えられる。

### カードの種類
モンスターカード
プレイヤーの配下として戦うモンスターを召喚する。モンスターは自分の陣地上のあらかじめ選んだマスに出現する。モンスターはカードを使う能力を持たない代わりに、特殊攻撃や回復などの能力をそれぞれ持っており、戦闘中のコマンドとして使うことができる。また、体格等にもよるが多くのモンスターは、敵の攻撃の射線をさえぎるため、プレイヤーの前面にモンスターを配置することで、そのモンスターを「盾」として利用することが可能。モンスターは同時に三体までしか召喚できない（相手の攻撃で味方モンスターが倒れてしまえば新たに召喚可能になる）。
スペルカード
消費することで、攻撃やステータスの付与など大きな効果を得られる呪文のカード。1回使いきり型ではあるが、その効果は概してモンスターの特殊能力よりも大きい。スペルカードの中でも特に強力な「世界エンチャント」は、ゲーム盤そのものに対して行使され、盤上のキャラクター全員に効果を及ぼす。
アイテムカード
任意のキャラクター一体にアイテムを装備させるカード。装備したキャラクターは「アイテム使用」コマンドからそのアイテムを使用できるようになる。また、アイテムの多くは装備しただけで属性変化や特殊ステータスの付与などの効果が発生するので、それを狙った装備も有効。敵陣営のキャラクターに対してもアイテムを装備させることが可能なため、マイナス効果のあるアイテムを敵に装備させるという戦術もある。
フォーメーションカード
敵味方の陣営一つに対して使用し、配置キャラクターの能力値の修正や配置マスの移動などを行えるカード。種類はごく少数だが、いずれも強力なカードである。ゲーム中のCPUキャラクターの中にこのカードを使うものはいない。

## ストーリー
20世紀末の日本に酷似した町に住む主人公は、ある夜、公園で雨に降られて困っていたところ、奇妙な館を見つけて雨宿りするためにそこへ入った。すると不思議なことに、父親の形見として持ち歩いていた開くことのできない本が開き、読めるようになる。その本の中には、主人公そっくりの少年が出てくる不思議な世界の物語が記されていた。それ以来、主人公は毎夜その館を訪れ、本の中の自分がカードを操る魔法使い「デッキマスター」として旅をする物語を一章ずつ読み進めていくことになる。

## 主な登場人物
コウ・オナー
主人公のデフォルトネーム。現実世界においては内気な学生、「本」の中の世界では血気盛んなデッキマスターの少年。父親を知らないという点がどちらにおいても共通している。タロットカード「愚者」の暗示を持つ。
サラ
「本」の中の世界において、火吹き山に住む魔女。主人公の師匠としてカードの使い方の初歩を教える。タロットカード「魔術師」の暗示を持つ。
ティフェレト
迷宮が観光資源となっているブラックオニキスの町に住む女戦士。ある理由からこの町を離れがたく留まっている。タロットカード「女教皇」の暗示を持つ。
ファーニャ
ブラックオニキスの町で探し物をしている少女。自分を王女であると名乗り、主人公を自分の騎士に任命する。タロットカード「女帝」の暗示を持つ。
ガストン
とある山でゴブリン族の王として君臨していたゴブリン。政敵デニズンに王座を追われたが、孤独の中でも王の誇りに拘る。タロットカード「皇帝」の暗示を持つ。
ピエール
辺境の魔術師。強い魔力を持つ古代遺跡に触れたことがきっかけで、力による支配の野望を抱くようになる。タロットカード「教皇」の暗示を持つ。
ミティ・メイシ
本作のヒロイン。現実世界では主人公のクラスメート、「本」の中の世界では主人公の幼馴染みで、主人公を追いかけてデッキマスターとなり旅に出る。タロットカード「恋人」の暗示を持つ。
神龍（シェンロン）
世界の「秩序」に属し、聖獣を統べる聖なる龍。タロットカード「戦車」の暗示を持つ。
ロビー&チャペック
「心」を持つゴーレムと、その製作者である発明家のコンビ。タロットカード「力」の暗示を持つ。
セレニア
事故によって両親と足を失った、地方領主の娘。窮地を救ってくれた主人公に恋心を抱く。戦闘時のグラフィックでは、スカートの中からミサイルを撃つという豪快な攻撃パターンを披露する。タロットカード「隠者」の暗示を持つ。
吟遊詩人
主人公の旅に助言を与える人物。物語の後半になって登場するが、実は序盤から存在を暗示されている重要なキャラクター。タロットカード「運命の輪」の暗示を持つ。
ザノン
魔族を統べる魔界の王。人間の欲望を肯定し、秩序で縛ることを忌む。タロットカード「正義」の暗示を持つ。
ヤコブ
「導かれし者達の楽園」と呼ばれるゴーストタウンにたたずむ、常に微笑を浮かべた男。全てをあきらめた存在だと自称する。タロットカード「吊された男」の暗示を持つ。
ペレ
世界の「正義」に属し、魔獣たちの母と呼ばれる妖女。美しい女性の姿と、黒龍ティアマトとしての姿を持つ。タロットカード「死神」の暗示を持つ。
マリア
とある小さな村の教会で働くシスター。人間を真に救えるのは悪魔であるとの信仰を持ち、村に悪魔信仰を広めている。タロットカード「節制」の暗示を持つ。
少女
山麓の村に住む子供たちを操り、大人を攻撃させる謎の少女。大きな熊のぬいぐるみを抱いている。名前は明かされず、本編中でも「熊を抱く少女」とのみ呼ばれる。タロットカード「悪魔」の暗示を持つ。
我羅（ガラ）
砂漠の塔「黒き殺戮の刃」に住まう異国の剣豪。塔に訪れるものの欲望を糧とすることで不死身の強さを獲得している。タロットカード「塔」の暗示を持つ。
ゼン・ペニテンサー
隻腕の戦士。かつて、空から降る星をカードで受け止める「星祭り」の儀式に失敗した苦い思い出があり、雪辱の機会を求めている。タロットカード「星」の暗示を持つ。
ホトホル
美しい踊り子。亡き恋人への思いを邪悪な魔術師に利用され、月夜のたびに踊り続けている。タロットカード「月」の暗示を持つ。
ジュウベイ
黒マントに日本刀を帯びた東洋人。主君殺しの罪で呪いを受け、日を浴びることのできない体と、亡霊と戦い続ける運命を与えられている。タロットカード「太陽」の暗示を持つ。
ルキフェル
天使を統べる天界の王。秩序を尊び、欲望を持つ人間を断罪する。タロットカード「審判」の暗示を持つ。
全てを知りえし者
複数回のプレイを繰り返して条件をそろえると物語に乱入してくる、全世界の支配者にして真の黒幕。タロットカード「世界」の暗示を持つ。

## シナリオ
各番号はタロットの番号にちなんだもので、シナリオの順番ではない。
- 1 勇気は瞳に燈る
- 2 思い出と絶望と憧れと
- 4 一人ぼっちの皇帝
- 3 最も小さな王国
- 5 ブリキの勲章
- 6 追いかけなくちゃ
- 19 落日の彼方
- 17 星屑の記憶
- 18 奪われた旋律
- 16 黒き殺戮の刃
- 14 鐘の音よもう一度
- 9 十二夜
- 8 古代帝国の遺産
- 15 可憐・純情・悪魔
- 7 風の未来へ
- 13 愛の名の下に
- 12 導かれし者たちの楽園
- 0 僕がボクであるために
- 10 絶対に諦めない！
- 10 世界の果て
- 11 秩序なき黒き爪の正義
- 20 正義なき白き翼の秩序
- 21 許されざる者